# Noah Holm
Noah Emmanuel Jean Holm (Copenhague, Dinamarca; 23 de mayo de 2001) es un futbolista noruego nacido en Dinamarca. Juega de delantero y su equipo actual es el Rosenborg de la Eliteserien noruega.

## Trayectoria
Noah comenzó su carrera como profesional en el Vitória Guimarães de Portugal, club donde llegó a sus inferiores en 2017 proveniente del RB Leipzig.
En 2021 fichó en el Rosenborg de Noruega.
El 1 de septiembre de 2022, fue cedido al Stade de Reims de la Ligue 1 de Francia.

## Selección nacional
Es internacional juvenil por Noruega.

## Estadísticas
Actualizado al último partido disputado el 2 de enero de 2023.
| Club                       | Div.          | Temporada     | Liga  | Liga  | Copas nacionales | Copas nacionales | Copas internacionales | Copas internacionales | Total | Total |
| Club                       | Div.          | Temporada     | Part. | Goles | Part.            | Goles            | Part.                 | Goles                 | Part. | Goles |
| -------------------------- | ------------- | ------------- | ----- | ----- | ---------------- | ---------------- | --------------------- | --------------------- | ----- | ----- |
| Vitoria Guimaraes Portugal | 1.ª           | 2020-21       | 16    | 0     | 1                | 0                | —                     | —                     | 17    | 0     |
| Vitoria Guimaraes Portugal | Total club    | Total club    | 16    | 0     | 1                | 0                | 0                     | 0                     | 17    | 0     |
| Rosenborg · Noruega        | 1.ª           | 2021          | 15    | 3     | 1                | 0                | 4                     | 1                     | 20    | 4     |
| Rosenborg · Noruega        | 1.ª           | 2022          | 11    | 1     | 0                | 0                | —                     | —                     | 11    | 1     |
| Rosenborg · Noruega        | Total club    | Total club    | 26    | 4     | 1                | 0                | 4                     | 1                     | 31    | 5     |
| Reims Francia              | 1.ª           | 2022-23       | 8     | 0     | 1                | 0                | —                     | —                     | 9     | 0     |
| Reims Francia              | Total club    | Total club    | 8     | 0     | 1                | 0                | 0                     | 0                     | 9     | 0     |
| Total carrera              | Total carrera | Total carrera | 50    | 4     | 3                | 0                | 4                     | 1                     | 57    | 5     |

## Vida personal
Noah es hijo del exfutbolista danés David Nielsen.